# Listroderes costirostris
Listroderes costirostris é uma espécie de insetos coleópteros polífagos pertencente à família Curculionidae.
A autoridade científica da espécie é Schoenherr, tendo sido descrita no ano de 1826.
Trata-se de uma espécie presente no território português.